# John Ripley Freeman
John Ripley Freeman (Bridgton (Maine), 1855 — 1932) foi um engenheiro estadunidense.
Graduado no Instituto de Tecnologia de Massachusetts, em 1876. Projetou e construiu a Charles River Dam Bridge, aconselhou o governo sobre as fundações da barragem do Canal do Panamá e participou no projeto final do Campus do Instituto de Tecnologia de Massachusetts em Cambridge (Massachusetts).